# Annett Louisan

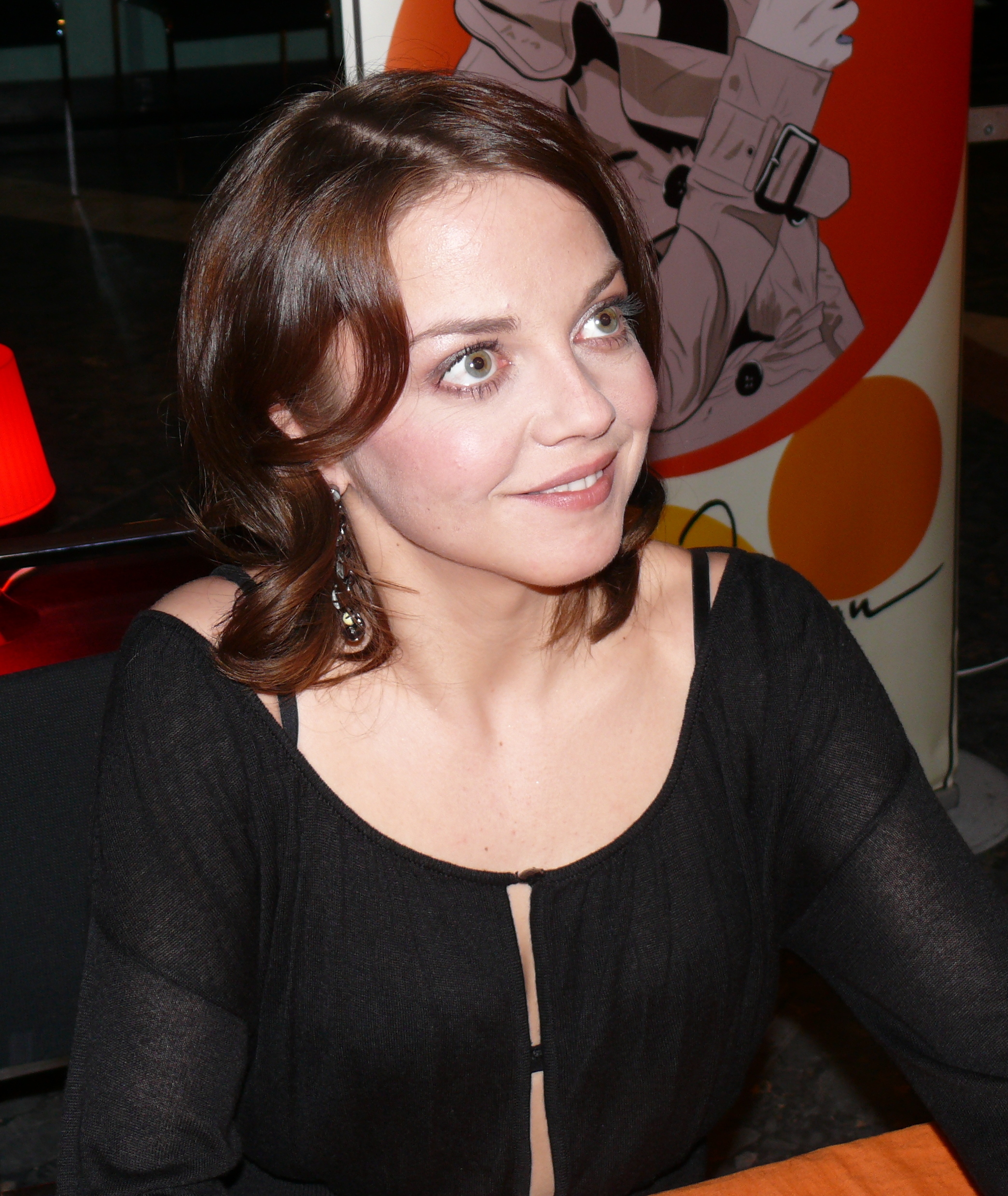
Annett Louisan in 2009

Annett Louisan, artiestennaam van Annett Päge (Havelberg, 2 april 1977) is een Duitse zangeres en muzikante. Haar artiestennaam Louisan is afgeleid van de voornaam van haar grootmoeder, Louise.

## Biografie
Ze groeide op als enig kind bij haar grootouders in een flat in Saksen-Anhalt, dat toen nog in de DDR lag. Haar eerste zangervaring deed ze op bij het schoolkoor. Na de Duitse Hereniging in 1990 verhuisde ze als dertienjarige met haar moeder naar Hamburg, waar ze studeerde aan de Hogeschool voor de Kunsten. De studie betaalde ze door te werken als studiomuzikante.
Op 1 februari 2006 ging haar nieuwe tour van start.

## Muziekstijl
Annett Louisan is een van de weinige Duitse zanger-liedjesschrijvers die in eigen land veel succes en bekendheid hebben verkregen. Haar liedjes doen denken aan Franse chansons. Medeverantwoordelijk hiervoor is haar tekstschrijver en producent, Frank Ramond.

## Discografie

### Albums
- 2004: Bohème
- 2005: Unausgesprochen
- 2007: Das optimale Leben
- 2008: Teilzeithippie
- 2011: In meiner Mitte
- 2014:  Zu viel Information
- 2015:  Song Poeten

### Singles
- 2004: Das Spiel
- 2005: Das Gefühl
- 2005: Das große Erwachen (…und jetzt…)
- 2006: Eve
- 2006: Wer bin ich wirklich
- 2007: Das alles wär nie passiert
- 2007: Was haben wir gesucht?
- 2008: Drück die 1

### LIVE-DVD
- 2006: Unausgesprochen